# Kei Mikuriya
Kei Mikuriya (御厨 景?, Mikuriya Kei; Prefettura di Chiba, 29 agosto 1977) è un ex calciatore giapponese, di ruolo difensore.